# Bétou
Bétou – miasto w północno-wschodnim Kongu, w departamencie Likouala. Według danych na rok 2007 liczyło 11 240 mieszkańców.